# Дитрих фон Хальденслебен
Дитрих фон Хальденслебен (нем. Dietrich von Haldensleben; умер 25 августа 985) — граф фон Хальденслебен, маркграф Северной марки в 965—983. Основатель династии Хальденслебен.

## Биография
Его точное происхождение неизвестно. Существуют три основные версии:
- сын Дади (ум. 957), графа Хассегау из дома Иммедингеров;
- сын графа Бернхарда фон Боргхорста (ум. 935) из дома Биллунгов;
- сын графа Вихмана I Старшего (ум. 944) из дома Биллунгов[1].

Маркграфом Дитрих стал после раздела Восточной марки после смерти маркграфа Геро (965). Действия маркграфа Дитриха, последовательно проводившего политику полного подчинения славян власти германского императора, были охарактеризованы Титмаром Мерзебургским как высокомерие, спровоцировавшее славянские племена лютичей, живших в междуречье Эльбы и Одера, на восстание. В ходе начавшегося в 983 году наступления славянских племен лютичей при приближении их к городу Бренну (Бранденбург) весь гарнизон во главе с командующим Дитрихом бежал. В том же году в сражении на реке Тангер, в котором Дитрих принимал участие, славяне были разбиты, но возвратить большую часть утраченных в ходе восстания завоеваний не удалось.
После этого Дитрих был смещён с должности маркграфа и на его место назначен Лотарь III фон Вальбек.
Свою дочь Оду Дитрих отдал в жёны (в 979/980) князю Польши, Мешко I, несмотря на то, что она была монахиней монастыря в Кальбе (более того, она этот монастырь и основала), и несмотря на протест епархиального архиерея. Польские историки считают, что в его честь мог получить своё имя один из польских князей из династии Пястов, внук Мешко и Оды — Дитрих.

## Брак и дети
Жена: дочь графа Лотаря I фон Вальбек.
Дети:
- Ода (ок.960/965 — 1033); муж: с 979 Мешко I (ум. 992), князь Польши.
- Матильда, аббатиса в Магдебурге
- Отелгулда (ум. 1020), аббатиса Кведлинбурга
- Бернгард I (ум. 1018), маркграф Северной марки в 1009-1018 годах;
- Титбурга (Титберга); муж: Деди I фон Веттин (954—1009), маркграф Мерзебурга, граф фон Веттин;